# Cyrtoclytus matsumotoi
Cyrtoclytus matsumotoi är en skalbaggsart som beskrevs av Tatsuya Niisato 1989. Cyrtoclytus matsumotoi ingår i släktet Cyrtoclytus och familjen långhorningar. Inga underarter finns listade i Catalogue of Life.